# Primera División Femenina de España 2014-2015
L'edizione 2014-2015 è stata la ventisettesima edizione della Primera División, massima serie del campionato spagnolo femminile di calcio. Il campionato è stato vinto per la quarta volta consecutiva dal Barcellona. Capocannonieri del campionato sono state Sonia Bermúdez, calciatrice del Barcellona, e Adriana Martín, calciatrice del Levante, con 22 reti realizzate a testa. Sono retrocessi in Segunda División il Sant Gabriel e il Siviglia.

## Stagione

### Novità
Dalla Primera División 2013-2014 sono stati retrocessi in Segunda División il Granada e il Levante Las Planas. Dalla Segunda División sono stati promossi in Primera División il Fundación Albacete e il Santa Teresa.

### Formula
Le 16 squadre si affrontano in un girone all'italiana con partite di andata e ritorno, per un totale di 30 giornate. La squadra prima classificata è campione di Spagna, mentre le ultime due classificate retrocedono in Segunda División. Per la prima volta le prime due classificate sono ammesse alla UEFA Women's Champions League. Le prime otto classificate sono ammesse alla Copa de la Reina 2015.

## Squadre partecipanti
| Club                | Stagione | Città               | Stadio                          | Stagione 2013-2014            |
| ------------------- | -------- | ------------------- | ------------------------------- | ----------------------------- |
| Athletic Bilbao     | dettagli | Bilbao              | Impianti di Lezama              | 2º posto in Primera División  |
| Atlético Madrid     |          | Madrid              | Stadio Cerro del Espino         | 3º posto in Primera División  |
| Barcellona          |          | Barcellona          | Ciutat Esportiva Joan Gamper    | Campione di Spagna            |
| Collerense          |          | Palma di Maiorca    | Can Caimari                     | 10º posto in Primera División |
| Espanyol            |          | Barcellona          | Ciutat Esportiva Dani Jarque    | 11º posto in Primera División |
| Fundación Albacete  |          | Albacete            | Ciutat Esportiva Andrés Iniesta | Finale in Segunda División    |
| Huelva              |          | Huelva              | Campos Federativos de La Orden  | 8º posto in Primera División  |
| Levante             |          | Valencia            | El Terrer de Paiporta           | 5º posto in Primera División  |
| Oviedo Moderno      |          | Oviedo              | Stadio Manuel Díaz Vega         | 13º posto in Primera División |
| Rayo Vallecano      |          | Madrid              | Ciutat Esportiva Rayo Vallecano | 4º posto in Primera División  |
| Real Sociedad       |          | San Sebastián       | Impianti di Zubieta             | 7º posto in Primera División  |
| Sant Gabriel        |          | Sant Adrià de Besòs | Municipal José Luis Ruiz Casado | 9º posto in Primera División  |
| Santa Teresa        |          | Badajoz             | Estadio Municipal Nuevo Vivero  | Finale in Segunda División    |
| Siviglia            |          | Siviglia            | Estadio Guadalquivir            | 14º posto in Primera División |
| Transportes Alcaine |          | Saragozza           | Stadio Pedro Sancho             | 12º posto in Primera División |
| Valencia            |          | Valencia            | Municipal de Beniferri          | 6º posto in Primera División  |

## Classifica finale
|  | Pos. | Squadra             | Pt | G  | V  | N  | P  | GF | GS | DR  |
|  | ---- | ------------------- | -- | -- | -- | -- | -- | -- | -- | --- |
|  | 1.   | Barcellona          | 77 | 30 | 25 | 2  | 3  | 93 | 9  | +84 |
|  | 2.   | Atlético Madrid     | 69 | 30 | 20 | 9  | 1  | 54 | 21 | +33 |
|  | 3.   | Athletic Bilbao     | 65 | 30 | 19 | 8  | 3  | 73 | 24 | +49 |
|  | 4.   | Valencia            | 59 | 30 | 17 | 8  | 5  | 58 | 25 | +33 |
|  | 5.   | Levante             | 55 | 30 | 15 | 10 | 5  | 60 | 25 | +35 |
|  | 6.   | Rayo Vallecano      | 47 | 30 | 13 | 8  | 9  | 45 | 34 | +11 |
|  | 7.   | Espanyol            | 43 | 30 | 12 | 7  | 11 | 50 | 54 | -4  |
|  | 8.   | Huelva              | 41 | 30 | 11 | 8  | 11 | 51 | 55 | -4  |
|  | 9.   | Santa Teresa        | 34 | 30 | 9  | 7  | 14 | 33 | 53 | -20 |
|  | 10.  | Oviedo Moderno      | 32 | 30 | 8  | 8  | 14 | 35 | 61 | -26 |
|  | 11.  | Real Sociedad       | 30 | 30 | 7  | 9  | 14 | 39 | 47 | -8  |
|  | 12.  | Collerense          | 25 | 30 | 7  | 4  | 19 | 32 | 65 | -33 |
|  | 13.  | Transportes Alcaine | 25 | 30 | 5  | 10 | 15 | 27 | 53 | -26 |
|  | 14.  | Fundación Albacete  | 25 | 30 | 6  | 7  | 17 | 38 | 63 | -25 |
|  | 15.  | Sant Gabriel        | 23 | 30 | 7  | 2  | 21 | 28 | 63 | -35 |
|  | 16.  | Siviglia            | 15 | 30 | 4  | 3  | 23 | 27 | 91 | -64 |

Legenda:
      Campione di Spagna, ammessa alla UEFA Women's Champions League 2015-2016 ed alla Copa de la Reina 2015
      Ammessa alla UEFA Women's Champions League 2015-2016 ed alla Copa de la Reina 2015
      Ammesse alla Copa de la Reina 2015
      Retrocesse in Segunda División 2015-2016
Note:
Tre punti a vittoria, uno a pareggio, zero a sconfitta.

## Risultati
|                     | Ath  | Atl  | Bar  | Col  | Esp  | FAl  | Hue  | Lev  | Ovi  | Ray  | Rea  | SGa  | STe  | Siv  | TAl  | Val  |
| ------------------- | ---- | ---- | ---- | ---- | ---- | ---- | ---- | ---- | ---- | ---- | ---- | ---- | ---- | ---- | ---- | ---- |
| Athletic Bilbao     | –––– | 0-0  | 1-0  | 6-0  | 7-1  | 4-2  | 5-1  | 1-1  | 3-0  | 0-0  | 2-1  | 2-0  | 3-0  | 7-0  | 3-1  | 1-0  |
| Atlético Madrid     | 2-0  | –––– | 1-1  | 3-1  | 1-0  | 3-1  | 2-0  | 3-1  | 3-0  | 0-0  | 3-1  | 3-1  | 1-0  | 1-0  | 2-2  | 1-1  |
| Barcellona          | 4-0  | 1-0  | –––– | 2-0  | 3-0  | 8-0  | 7-0  | 3-0  | 5-1  | 3-1  | 3-0  | 5-0  | 4-0  | 8-0  | 4-0  | 1-2  |
| Collerense          | 0-1  | 0-0  | 0-1  | –––– | 1-2  | 2-1  | 2-3  | 2-2  | 1-2  | 1-4  | 1-4  | 2-2  | 2-1  | 3-0  | 0-1  | 2-1  |
| Espanyol            | 1-1  | 0-1  | 0-4  | 5-2  | –––– | 2-1  | 4-2  | 1-0  | 4-0  | 2-0  | 2-2  | 2-0  | 4-0  | 2-1  | 2-2  | 0-5  |
| Fundación Albacete  | 1-1  | 1-3  | 0-2  | 1-3  | 2-1  | –––– | 3-0  | 0-2  | 3-1  | 2-3  | 2-2  | 2-0  | 1-1  | 3-1  | 0-0  | 2-2  |
| Huelva              | 2-2  | 0-2  | 0-4  | 2-1  | 3-2  | 4-3  | –––– | 1-1  | 1-1  | 0-1  | 2-2  | 2-0  | 2-0  | 3-0  | 3-0  | 1-2  |
| Levante             | 4-1  | 1-3  | 1-2  | 5-0  | 3-2  | 8-1  | 1-1  | –––– | 5-0  | 1-1  | 1-0  | 3-0  | 1-0  | 3-1  | 5-1  | 0-0  |
| Oviedo Moderno      | 0-2  | 0-1  | 0-0  | 4-1  | 1-1  | 1-0  | 2-2  | 0-0  | –––– | 1-1  | 2-2  | 2-0  | 1-2  | 3-3  | 2-1  | 0-3  |
| Rayo Vallecano      | 1-2  | 2-3  | 0-1  | 1-1  | 0-0  | 1-3  | 2-1  | 0-0  | 1-0  | –––– | 0-1  | 2-1  | 3-0  | 2-1  | 5-0  | 0-2  |
| Real Sociedad       | 1-1  | 0-2  | 0-2  | 4-1  | 3-0  | 1-1  | 0-0  | 0-1  | 1-3  | 2-3  | –––– | 2-1  | 2-0  | 0-1  | 0-0  | 2-5  |
| Sant Gabriel        | 1-4  | 1-3  | 0-3  | 1-0  | 2-4  | 2-0  | 2-6  | 0-3  | 3-0  | 1-3  | 0-1  | –––– | 2-0  | 3-0  | 1-1  | 1-3  |
| Santa Teresa        | 0-3  | 2-2  | 0-4  | 1-0  | 1-1  | 3-2  | 2-0  | 0-0  | 2-3  | 3-1  | 3-3  | 2-0  | –––– | 3-1  | 1-3  | 1-0  |
| Siviglia            | 0-8  | 1-1  | 0-3  | 0-1  | 2-2  | 1-0  | 0-5  | 0-5  | 5-2  | 1-5  | 2-1  | 0-2  | 2-3  | –––– | 0-1  | 1-3  |
| Transportes Alcaine | 0-0  | 1-2  | 0-4  | 0-2  | 1-2  | 0-0  | 1-3  | 0-0  | 1-2  | 1-2  | 2-1  | 0-1  | 1-1  | 5-3  | –––– | 0-0  |
| Valencia            | 0-2  | 2-2  | 2-1  | 5-0  | 3-1  | 1-0  | 1-1  | 1-2  | 4-1  | 0-0  | 1-0  | 3-0  | 1-1  | 3-0  | 2-1  | –––– |

## Statistiche

### Classifica marcatrici
| Gol |  |  | Giocatore      | Squadra         |
| --- |  |  | -------------- | --------------- |
| 22  |  |  | Sonia Bermúdez | Barcellona      |
| 22  |  |  | Adriana Martín | Levante         |
| 21  |  |  | María Paz      | Valencia        |
| 17  |  |  | Priscila Borja | Atlético Madrid |
| 17  |  |  | Nekane Díez    | Athletic Bilbao |
| 17  |  |  | Erika Vázquez  | Athletic Bilbao |